# Alfonso Gesualdo
Alfonso Gesualdo   (Calitri, 20 d'octubre de 1540 - Nàpols, 14 de febrer de 1603) va ser un cardenal italià des de 1561. La seva assistència al conclave de 1565–1566 a l'edat de 25 anys el fa un dels cardenals més joves que mai ha participat en una elecció papal.
Va ser arquebisbe de Conza el 1564, bisbe d'Albano el 1583, bisbe de Frascati el 1587, bisbe de Porto-Santa Rufina el 1589, bisbe d'Òstia el 1591, i arquebisbe de Nàpols el 1596.
Va ser patró de Sant'Andrea della Valle a Roma, l'església mare dels teatins. El compositor Carlo Gesualdo era el seu nebot.

## Successió episcopal
Com a bisbe, va ser el Consagrador principal de:
- Salvatore Caracciolo, Arquebisbe de Sant'Angelo dei Lombardi-Conza-Nusco-Bisaccia (1572);
- Marcantonio Pescara, Arquebisbe de Sant'Angelo dei Lombardi-Conza-Nusco-Bisaccia (1574);
- Silvio de Sainte-Croix, Bisbe d'Arle (1574);
- Ippolito Aldobrandini, Papa (1592);
- Filippo Spinelli, bisbe titular de Colossae i coadjutor bisbe de Policastro (1592);
- Marco Magnacervo, Bisbe de Lucera-Troia (1593);
- Vincenzo Giustiniani, bisbe de Gravina di Puglia (1593);
- Basilio Pignatelli, Arquebisbe de l'Aquila (1593);
- Annibale D'Afflitto, Arquebisbe de Reggio Calàbria-Bova (1593);
- Cesare Del Pezzo, Bisbe de Sulmona-Valva (1593);
- Benedetto Mandina, Bisbe de Caserta (1594); i
- Juan de Castro, Arquebisbe de Tàrent (1600).